# François Bel (dessinateur)
Pour les articles homonymes, voir François Bel et Bel (homonymie).
François Bel est un dessinateur de bande dessinée. Ce dessinateur français, actif dans la deuxième moitié du XXe siècle, naît le 14 août 1927 à Toulouse et meurt le 13 novembre 2009. Il a travaillé pour les Éditions Fleurus, en participant à Pat et Moune et Les Aventures du Pompon Rouge, notamment.

## Biographie

### Jeunesse proche du dessin
François Bel s'intéresse au dessin depuis l’enfance, en particulier Bécassine. Ce personnage paraissait dans La Semaine de Suzette. Il en créé une version masculine : Pinsonnet. Au collège, étudiant le grec, il lance le Courrier de Marathon, petit journal réalisé avec une ancienne technique : la pierre à graver. Le tirage de ce journal scolaire s’élève en moyenne à cinq ou six exemplaires qu’il distribue gratuitement. Pour le Courrier de Marathon, il réalise les dessins et rédige l’intégralité des textes.
Dans son enfance, il lit notamment la revue Pierrot et Cœurs Vaillants, journaux offerts par sa grand-mère. C’est notamment dans Cœurs Vaillants qu’il découvre Tintin, Jo et Zette d’Hergé ainsi que Jim Boum de Marijac.
François Bel n’avait pas comme objectif dans sa jeunesse de devenir dessinateur de bandes dessinées. Son rêve d’enfance était d’intégrer l’École de Saint-Cyr pour aller défendre les couleurs de la France en Afrique. La religion et la moralité voulues par sa grand-mère l'ont beaucoup marqué. Il passe ses vacances chez les religieux où il côtoie des personnes différentes comme des missionnaires. Il envisage d'embrasser cette carrière pour partir dans le monde entier pour voir des pays exotiques et nouveaux. Cette envie se manifeste dans un extrait de Pat et Moune tiré d’Âmes vaillantes (no 52 du 25 décembre 1955).
Son enfance est aussi marquée par une longue maladie qui ne lui permet pas de vivre pleinement. Il passe deux ans dans un sanatorium pour se soigner. Il reste à Font Romeu avec très peu d’activité et une jambe infirme ; ses rêves de voyages prennent fin et il se plonge dans le dessin. C’est après avoir écrit à Hergé, grand dessinateur de l’époque, que François Bel continue dans cette voie.

### Vie professionnelle

#### Les années Fleurus
En tant que lecteur de Cœurs Vaillants, il envoie sa candidature à la maison d’édition du journal, les Éditions Fleurus. L'entreprise l'engage comme dessinateur. Après son recrutement, les responsables des éditions lui demandent de réaliser une histoire à suivre en première page d’Âmes Vaillantes, ce qui représente une mission importante pour un si jeune dessinateur. Cette demande de Fleurus lui permet de gagner rapidement et bien sa vie. François Bel dit de cette période : cela  m’a « rendu un très mauvais service car j’ai jugé qu’il était inutile d’avoir d’énormes qualités, des connaissances, des relations pour réussir sa vie. Au cours de mes deux premières années, la situation s’est stabilisée, de bons dessinateurs sont revenus et avaient plus de pratique que moi qui débutait sans même avoir appris à dessiner ». Il dit aussi qu’il faisait illusion pour ses patrons mais qu’il manquait énormément d’imagination. C’est en 1948 que paraît sa première histoire à suivre : Pat et Moune. Cette histoire se passe dans le Nord de la Norvège, en Laponie plus exactement. Franbel prépare cette histoire pendant plus d’un an. Ensuite, il poursuit avec ses deux personnages mais les fait voyager notamment en Argentine avec le Toucan Rouge. Néanmoins, son absence d’investissement dans le travail cause la perte de son emploi chez les Fleurus. En effet, François Bel ne leur propose pas beaucoup de bandes dessinées donc l’investissement pour Fleurus est trop faible.

#### Une période noire
Après ce renvoi de chez Fleurus, il passe une période noire où il retourne vivre chez son père à Toulouse. Il réalise quelques travaux, notamment des illustrations, pour les Éditions de l’Apostolat de la Prière qui publient notamment les revues Le Croisée et L’Almanach du Croisée. Quand il est à Toulouse, il suit des cours du soir à l’École des Beaux-arts de Toulouse. Cette formation lui permet d’avoir une meilleure culture du dessin, ce qui l’aide beaucoup dans son futur parcours professionnel. En plus du dessin, ces cours du soir lui permettent de maîtriser d’autres domaines de l’art comme la céramique et la sculpture. En travaillant pour les Éditions de l’Apostolat de la Prière, le rédacteur en chef du Croisé parle, lors d’un voyage à Paris, au père Pihan qui est à la tête des Éditions Fleurus. Bel réintègre Fleurus en 1955.

#### Le retour chez Fleurus
Pendant son absence, les deux personnages de ses débuts, Pat et Moune, ont été arrêtés. C'est pourquoi en 1955, il les reprend dans Le Bracelet de Satni. Il entre dans les codes de l’époque en supprimant les parents de Pat et Moune et en laissant à l’oncle le soin de leur éducation. Cela a pour objectif de ne pas tourner en ridicule la figure parentale qui mène à bien l’éducation. Mais il garde les fondamentaux en les envoyant dans l’Égypte ancienne. Il veut montrer une nouvelle représentation différente des grands faits historiques de l’Égypte ancienne ; en fait, il se documente largement pour représenter la vie quotidienne de l’époque. La recherche de véracité historique est quelque chose d’important pour lui. Dans la plupart de ses récits, le voyage est omniprésent et cette volonté demande de grandes connaissances. 
Face à un renouveau de sa technique, Fleurus lui demande de créer l’illustration de nombreux personnages de Cœurs Vaillants. Bel réalise Phil et Jordi et plus tard après modification, Jordi qui devient le Pompon Rouge. Il ajoute à cette histoire des personnages nouveaux et abandonne Phil et son chat Biniou pour permettre au personnage de Jordi de voyager dans le monde entier. Néanmoins, François Bel avait à cette période deux séries hebdomadaires, l'une dans Cœurs Vaillants, Le Coffret noir, l'autre dans Âmes Vaillantes, Roc de la Morisque. Les tirages des deux titres sont importants pour l’époque, permettant à l’auteur d’avoir un revenu fixe. 

#### Pas seulement actif dans la bande dessinée et dans les Éditions Fleurus?
François Bel réalise aussi  des récits humoristiques comme Sidonie Fleurdepois et Miss Justine. Sidonie Fleurdepois se place dans un contexte complètement différent de Pat et Moune ou des autres bandes dessinées qu’il a réalisées. En effet, cette histoire comique raconte la vie et les aléas d’une servante à la Cour de Louis XIV. Quant à Miss Justine, il la représente à l’opposé de l’idée originale de Claire Godet, la scénariste ; elle devait être petite et maigre et finalement François Bel décide qu’elle sera grosse et grande pour accentuer le côté comique de cette histoire. 
François Bel créé également des séries animalières où il a la possibilité de laisser libre court à son imagination. Il veut montrer avec précision la vie et les interactions des animaux. Il veut absolument éviter de les singer. Il veut faire sous forme dessinée un documentaire très fourni en informations. Il publie ces histoires animalières dans la revue Franc-Jeux comme La Tortue, la Chèvre  ou encore le Chien. Il collabore une seule fois avec le journal Lisette dans lequel il illustre, en 1967, Tante Zaza. Mais cette incursion dans une nouvelle revue est de courte durée car les conditions de création ont été très mauvaises. 

#### Un artiste complet
François Bel est un auteur, qui pour ses récits à suivre, réalise le dessin et le scénario sans jamais déléguer. Il n’a jamais réussi cette action qui était pour lui très compliquée. Néanmoins, il essaie avec Guy Hempay. Ils travaillent sur Les chevaliers de Saint Gerbex. C'est là sa première et dernière collaboration avec un scénariste. Mais à l’inverse, pour les récits courts, il n’hésite pas à faire appel à différents scénaristes.
François Bel est à la fois dessinateur et scénariste. Il rédige lui-même le synopsis de ses bandes dessinées. il n'entreprend la création d’une bande dessinée qu’après avoir imaginé son histoire complète. Il a une trame générale de l’histoire lors du commencement, mais pas tous les détails qui vont composer son récit. Il crée son histoire et ses illustrations au fur et à mesure. Néanmoins, la structure des bandes dessinées se modifie pendant sa carrière. Les lecteurs ne veulent plus d’un long récit. François Bel modifie, dans une moindre mesure, ses techniques de création. Il continue de faire des bandes dessinées longues mais il les divise en deux et les publie séparément dans deux épisodes différents. Parmi les autres exemples de récits en deux épisodes, il y a Roc de la Morisque et petit homme au chapeau rond. Ce sont souvent des épisodes qui comptent entre une et deux pages et la suite de l’épisode est publiée rapidement pour que le lecteur n’oublie pas le début du récit. 

#### Une période de crise
La période des années 1960 est compliquée pour la bande dessinée, qui est marquée par un grand changement tant dans le contenu que dans le nom des revues. En effet, Cœurs Vaillants devient J2 Jeunes et Âmes Vaillantes devient J2 Magazine. Cette réorganisation provoque d'importants changements pour François Bel. Sa série Le Pompon Rouge est transférée de Cœurs Vaillants à Fripounet car il ne correspond plus à la tranche d’âge ciblée par  la revue. Mais cette histoire ne trouve pas son public, donc l'auteur publie à nouveau dans J2 Jeunes avant de repartir chez Fripounet.
Cette période est incertaine pour la maison d’édition Fleurus ainsi que pour les dessinateurs et scénaristes de ces journaux. Les ventes ne sont plus aussi bonnes et les artistes sont moins rémunérés. L’absence de François Bel à Paris n'aide guère à la conservation de ses récits comme Pat et Moune qui vivote pendant quelque temps. Fleurus, qui réduit ses commandes, finit par mettre Bel à la retraite forcée.

### Un personnage non reconnu

#### Parallèle avec Hergé
François Bel n’accepte pas d’être comparé à Hergé, comme il le dit : « mon travail portait l’empreinte d’Hergé, la mentalité, le mouvement, je ne sais pas… la preuve, c’est qu’au journal ils ont dit « on a trouvé un nouvel Hergé ! ». Cette réflexion m’a surpris parce que c’était absolument faux, jamais je n’ai jamais voulu imiter Hergé, d’ailleurs j’en aurais été incapable ». Néanmoins, le parallèle entre les deux artistes est très fréquent car leurs graphismes sont comparables. En outre, un des personnages du Jaguar de Taxapulca, l'explorateur Oreste Picotin, a une très grande ressemblance avec le Capitaine Haddock et Pat et Moune ont un petit chien blanc. François Bel a toujours voué une admiration sans faille à Hergé. Il admire le niveau élevé de création de l’intrigue. Mais il a surtout appris la vision qu’avait Hergé du monde qui l’entoure : il lui a permis de comprendre la guerre en Palestine et ses enjeux mais aussi la question de Shanghai. Pour François Bel, Hergé tient un rôle de mentor à distance. 

#### Passion de la bande dessinée
François Bel est un paradoxe dans l’univers de la bande dessinée. En effet, il aime le dessin, ce qui lui a donné envie de travailler dans la bande dessinée. Mais il est néanmoins loin d’être passionné par le 9e art. Il lisait les revues des Éditions Fleurus comme Cœurs Vaillants, mais il n’est pas un inconditionnel de la bande dessinée. Enfant, il ne lit que très peu de bandes dessinées, se limitant presque exclusivement à Cœurs Vaillants et Pierrot. Mais la lecture de bandes dessinées représente alors peut-être simplement un moyen de faire plaisir à sa grand-mère qui les lui offrait. Il n’éprouve pas une très grande attirance pour cet art.

### Fin
Lorsque François Bel est renvoyé par les Éditions Fleurus, il connaît une grande période de doute. Il ne trouve plus de maison d’édition, mais réussit finalement à obtenir un contrat avec les Éditions Loubatières, basées à Toulouse. Il leur propose de faire une histoire fantastique sur les cathares. Mais c’est une période noire pour le dessinateur car il sombre dans l’alcoolisme. Après, il passe une période dans une institution pour sortir de l’alcool. Mais les Éditions Loubatières, perdant patience, annulent le projet. Néanmoins, Bel parvient à surmonter son addiction pour l’alcool.
Après cette vie remplie par la bande dessinée, il commente, en 2007 : « aujourd’hui, je vis dans un modeste studio toulousain, ma santé ne me permet pas de grands déplacements et je me contente d’observer quelques arbres et quelques oiseaux par ma fenêtre. Mon désir de découverte est toujours très grand et je consulte beaucoup de revues et d’ouvrages traitant de la nature, de ses attraits et de ses secrets ». Finalement, c’est deux ans après ces paroles, en 2009, que François Bel décède.